# トゥクズプ
座標: 北緯10度22分36.9秒 東経104度57分28.4秒 / 北緯10.376917度 東経104.957889度

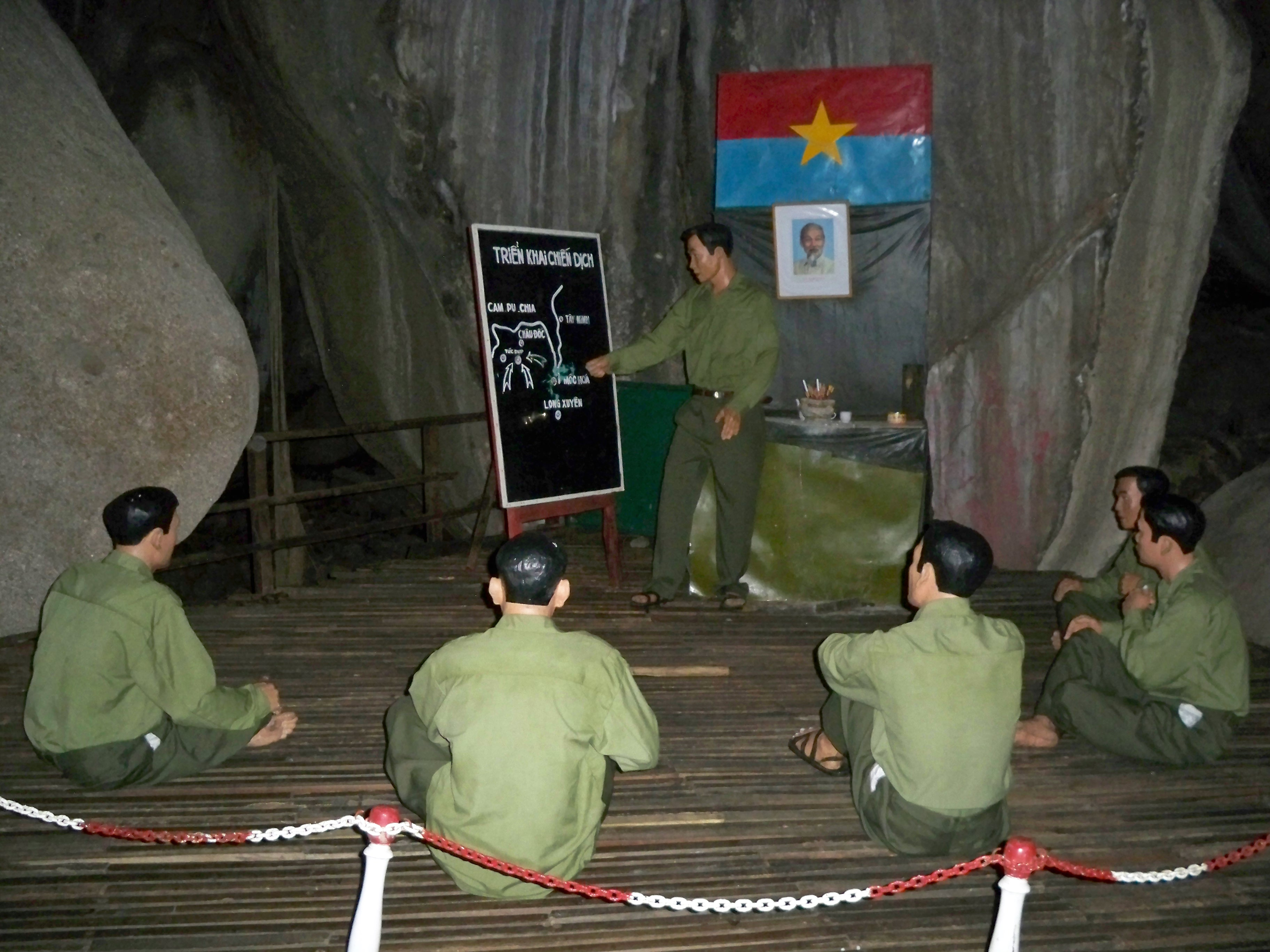
丘内部の空洞に展示されている当時の様子

トゥクズプ (ベトナム語：Tức Dụp、南部発音はトゥクユプ) は、ベトナム南部のアンザン省チートン県アントゥク社にある丘。歴史史跡となっている。

## 概要
クメール語でトゥク（ទឹក）は「水」を、ユプ（យប់）は「夜」を意味し、多くの人が夜ここに翌日のための生活用水を汲みに来ていたことに由来する。トゥクズプは巨大な岩盤に覆われた、いくつもの裂け目と空洞のネットワークを内部に擁する高さ218mの丘で、ベトナム戦争のあいだ南ベトナム解放民族戦線の隠れ家となっており、また周辺に攻撃を行うための橋頭堡ともなっていた。
南ベトナム政府軍は米軍の猛爆撃の支援を受け128日間にわたりこの丘を攻撃したが陥落には至らなかった。米軍が消耗した爆弾・銃弾の総額からトゥクズプは「200万ドルの丘」とあだ名された。現在では戦争史跡公園として小規模ながら動物園・遊具類・実弾射撃場が整備されており、休日になると約50km離れたチャウドックやラックザーからも市民が訪れる憩いの場所となっている。